# Huguette Duflos
Huguette Duflos, eigentlich Hermence Joséphine Meurs, (* 24. August 1887 in Limoges, Frankreich; † 12. April 1982 in Paris) war eine französische Schauspielerin bei Bühne und Film.

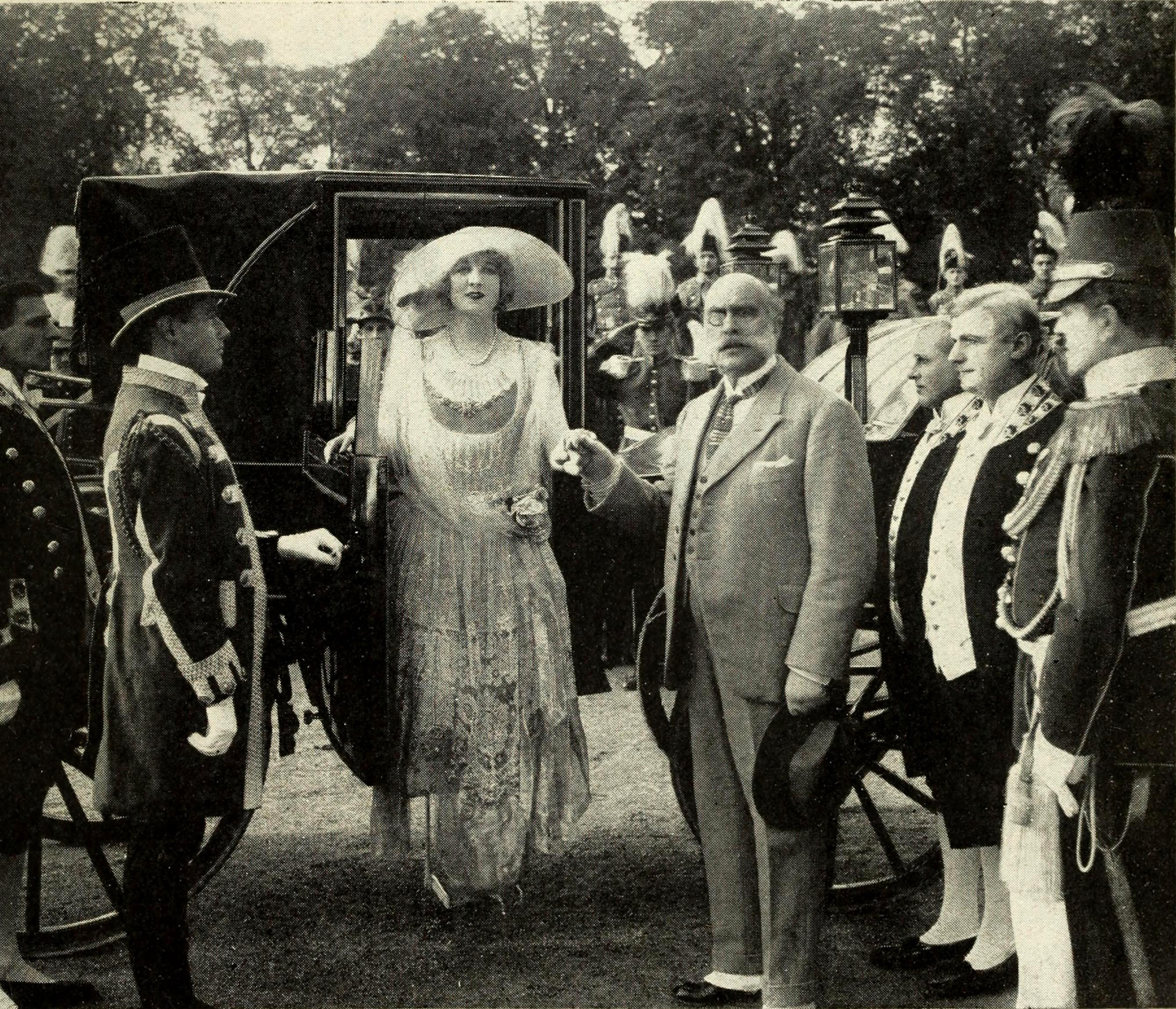
Huguette Duftlos (Mitte) bei den Dreharbeiten (Sommer/Herbst 1922) in Bayern zu der Filmromanze Kœnigsmark

## Leben und Wirken
Hermence Joséphine Meurs hatte ihre künstlerische Ausbildung am Pariser Konservatorium erhalten und im ersten Jahrzehnt des 20. Jahrhunderts Theater zu spielen begonnen. 1910 heiratete sie den fast 30 Jahre älteren Berufskollegen Raphael Duftlos (1858–1946). Anschließend (1915) schloss sie sich als Huguette Duflos der Comédie-Française, der bedeutendsten Spielstätte ihres Landes, an und machte dort in den kommenden zwölf Jahren große Karriere. Man sah Huguette Duflos mit Hauptrollen eleganter Damen des Bürgertums und Adels und reizender, hübscher junger Frauen in einer Fülle von zumeist eher leichtgewichtigen Gesellschaftsstücken, beginnend mit Molières Der Geizige, wo sie die Elise verkörperte. Weitere Rollen erhielt Duflos bis 1927 in Les Noces d'argent von Paul Géraldy, in Alkestis von Euripides, in Die Hochzeit des Figaro von Beaumarchais, in Francillon von Alexandre Dumas dem Jüngeren, in Le Florentin von de la Fontaine und in Maman Colibri von Henry Bataille. Ihre größten Erfolge feierte die Künstlerin jedoch mit weiteren Molière-Stücken, etwa in Don Juan, Der Menschenfeind und Sganarelle, wo sie im Fach der Salondame reüssierte.
Huguette Duflos, die bereits 1908 ihren Einstand vor der Kamera gegeben hatte, machte sich frühzeitig auch einen Namen als Filmschauspielerin. Auch hier war sie auf das schöne, reizende Fräulein der Haute volée oder die Grande Dame von Welt abonniert, die in Dramen, Kostüm- und Historienfilmen aber auch in Kriminalmelodramen wie Ich bin der Mörder durch die elegante Präsentation rauschender Roben der Restauration auffiel. Dabei neigte Duflos dazu, stummfilmtypisch die große, schwungvolle Geste, verbunden mit „Overacting“, zu pflegen. Dementsprechend galt ihr Darstellungsstil, den man exemplarisch bei der Interpretation der Marschallin in Robert Wienes kostümrauschenden Wiener Verfilmung der Strauss-Oper Der Rosenkavalier begutachten konnte, mit dem Aufkommen des Tonfilmzeitalters als hoffnungslos veraltet, und Huguette Duflos bekam nur noch in unregelmäßigen Abständen Rollen, die oftmals auch im Umfang nicht mehr denen ihrer Glanzzeit entsprachen, angeboten. Kurz nach Ende des Zweiten Weltkriegs ließ die Künstlerin ihre Filmkarriere allmählich ausklingen und konzentrierte sich wieder ganz auf die Theaterarbeit. Bereits 1929 veröffentlichte sie ihre Memoiren unter dem Titel „Heures d’actrices“.

## Filmografie
- 1908: Die Ermordung des Herzogs von Guise
- 1914: L'Instinct
- 1914: L'Infirmière
- 1916: Madeleine
- 1916: Volonté
- 1917: Son héros
- 1918: Les Bleus de l'amour
- 1920: Travail
- 1920: L'Ami Fritz
- 1920: Mademoiselle de La Seiglière
- 1921: La Fleur des Indes
- 1921: Lily Vertu
- 1922: Les Mystères de Paris
- 1923: Kœnigsmark
- 1924: Ich bin der Mörder (J'ai tué)
- 1924: La Princesse aux Clowns
- 1925: Der Rosenkavalier
- 1926: Yasmina
- 1926: L'Homme à l'Hispano
- 1927: Chantage
- 1928: Palace
- 1929: La Voix de sa maîtresse
- 1930: Le Mystère de la chambre jaune
- 1931: Le Procès de Mary Dugan
- 1931: Le Parfum de la dame en noir
- 1936: Martha
- 1937: Die Perlen der Krone (Les Perles de la couronne)
- 1937: Maman Colibri
- 1938: Le Train pour Vénise
- 1938: Visages de femmes
- 1942: La Loi du printemps
- 1942: Des jeunes filles dans la nuit
- 1945: Christine se marie
- 1945: Abenteuer am Königshof (Le Capitan)
- 1952: Jupiter (Douze heures de bonheur)
- 1961: Wir bitten zu Bett (Les Petits Matins)